# Glycerolphosphat-O-Acyltransferasen
Glycerolphosphat-O-Acyltransferasen (GPAT) sind eine Gruppe von Enzymen aus dem Stoffwechsel von Lipiden.

## Eigenschaften
Die vermutlich am besten charakterisierte GPAT ist die Glycerol-3-phosphat-O-Acyltransferase 3 (GPAT3). GPAT sind an der Biosynthese von Glycerolipiden beteiligt. Sie übertragen eine Acylgruppe von Acyl-CoA auf die Hydroxygruppe von Glycerol-3-phosphat.
Einige GPAT verwenden auch acyliertes Glycerol-3-Phosphat als Substrat und sind zugleich Acylglycerin-3-phosphat-O-Acyltransferasen (AGPAT).